# Droperidolo
Il droperidolo, o deidrobenzoperidolo è un composto dotato di attività antidopaminergica, usato in clinica medica come antiemetico e come antipsicotico. Appartiene alla classe dei farmaci neurolettici e dei butirrofenoni, in queste sue caratteristiche molto simile ad un altro noto tranquillante maggiore, l'aloperidolo. Viene spesso utilizzato per combattere l'emesi postoperatoria e quindi come potente antiemetico grazie al blocco dei recettori dopaminergici e grazie alla sua azione sulla CTZ, Chemioreceptor Trigger Zone, zona del cervello deputata allo stimolo dell'emesi. Gli anestesisti vi ricorrono spesso in caso di neuroleptoanalgesia o neuroleptoanestesia e sedazione in corso di trattamento in unità di terapia intensiva. In Italia veniva venduto dalla società farmaceutica Pharmacia Italia con il nome commerciale di Sintodian nella forma farmaceutica di flacone da 10 ml, contenente una soluzione iniettabile pari a 25 mg di principio attivo. Dal 2008 non è più disponibile tale formulazione, sostituita dallo Xomolix della Ditta ProStrakan nella forma farmaceutica di fiale da 1 ml contenente 2,5 mg di principio attivo.

## Caratteristiche strutturali e fisiche
Il composto si presenta come una polvere biancastra, praticamente insolubile in acqua e solo modestamente solubile in alcool. È invece liberamente solubile nel diclorometano e nella dimetilformammide.

## Farmacodinamica
Il droperidolo determina un effetto tranquillizzante e uno stato di sedazione, riducendo l'ansia del paziente e fornendo uno stato di distacco mentale e di indifferenza all'ambiente circostante. A questi effetti si associa un'azione antiemetica, verosimilmente secondaria all'azione sulla Chemoreceptor Trigger Zone (formazione nervosa del midollo allungato), come dimostrato dagli esperimenti di antagonismo di apomorfina nei cani.
Il composto produce perciò una ridotta incidenza di nausea e vomito durante le procedure chirurgiche, continuando a fornire una protezione antiemetica nel periodo postoperatorio. A queste azioni si aggiunge un effetto di blocco moderato alfa-adrenergico, un'azione di vasodilatazione periferica e la attenuazione delle risposte cardiovascolari alle ammine simpaticomimetiche (ad esempio comporta una riduzione dell'effetto ipertensivo causato dall'epinefrina).
Il farmaco può produrre ipotensione arteriosa e una ridotta resistenza vascolare periferica, così come una riduzione della pressione arteriosa polmonare. Il composto potenzia gli effetti di altre sostanze ad azione deprimente del sistema nervoso centrale (SNC).

## Farmacocinetica
L'inizio d'azione di una dose somministrata per via intramuscolare o endovenosa varia da 3 a 10 minuti dopo la somministrazione, anche se l'effetto di picco non può essere evidente per un massimo di trenta minuti. 
La durata degli effetti indotti dal farmaco (particolarmente quelli tranquillanti e sedativi) in genere è da 2 a 4 ore, anche se l'alterato stato di allerta può persistere più a lungo, fino a dodici ore.
Il farmaco oltrepassa la barriera emato-encefalica e si distribuisce nel fluido cerebrospinale (CSF). È inoltre in grado di superare la barriera placentare, ma non è noto se possa essere secreto nel latte materno.
Si caratterizza per un'emivita iniziale di circa 10-20 minuti ed una emivita terminale pari in media a poco più di 2 ore. Il composto viene metabolizzato nella ghiandola epatica e viene eliminato principalmente per via urinaria sotto forma di metaboliti inattivi.

## Usi clinici
- Nausea e vomito associati a procedure chirurgiche e diagnostiche

Il droperidolo riduce l'incidenza di nausea e vomito associati a queste procedure. A causa del rischio di gravi effetti proaritmici, talvolta fatali, ne viene consigliato l'utilizzo solo in pazienti che non riescono a rispondere adeguatamente ad altre sostanze antiemetiche.
- Psichiatria

Il composto può essere impiegato in terapia psichiatrica, in particolare nel trattamento d'urgenza di una sintomatologia insorta acutamente. È indicato in caso di psicosi, nei soggetti con schizofrenia acuta paranoide, ebefrenica o catatonica, in coloro che presentano gravi stati di eccitamento maniacale o gravi reazioni psicotiche. È stato impiegato anche in soggetti che presentavano psiconevrosi e stati ansiosi e ansioso-depressivi.
- Anestesiologia

Il droperidolo trova amplissimo uso in anestesiologia, in particolare come terapia adiuvante alla neuroleptoanalgesia ed alla neuroleptoanestesia. Viene comunemente somministrato in fase preoperatoria e come coadiuvante durante l'induzione e il mantenimento dell'anestesia generale, nonché in aggiunta all'anestesia regionale. Nella neuroleptoanalgesia vi si ricorre in combinazione con un analgesico oppiaceo (ad esempio il fentanil) sia per i suoi effetti ansiolitici, sia per aumentare l'effetto analgesico dell'oppiaceo. Attualmente, a causa dei potenziali gravi effetti collaterali, gli anestesisti tendono a preferire altre molecole (ad esempio il propofol o il midazolam)
- Nausea e vomito associati a chemioterapia antitumorale

Il farmaco può essere utilizzato da solo o in combinazione ad altre sostanze antiemetiche per prevenire o ridurre la nausea e il vomito in soggetti in chemioterapia per cancro, principalmente nel caso di emesi indotta da cisplatino.

## Effetti collaterali e indesiderati
Durante il trattamento con droperidolo è stato registrato un incremento del rischio di cardiotossicità, tachicardia, ipotensione arteriosa e, in particolare, un possibile prolungamento dell'intervallo QT. 
Il ricorso al farmaco in soggetti a rischio di aritmia cardiaca o con insufficienza cardiaca, ipokaliemia, alterazioni elettrolitiche e sospetto o conosciuto prolungamento dell'intervallo QT dovrebbe essere eseguito con grande cautela.
Altri effetti avversi possono interessare il sistema nervoso (reazioni extrapiramidali parkinson simili, irrequietezza motoria, distonia, acatisia, insonnia o eccessiva sonnolenza diurna, stato ansioso, agitazione psicomotoria, depressione, cefalea, confusione mentale, vertigini) e l'apparato respiratorio (laringospasmo e broncospasmo).
Sono inoltre possibili effetti indesiderati a carico della cute e del tessuto sottocutaneo (rash cutaneo, eruzioni maculopapulari ed acneiformi, fotosensibilità e alopecia).

## Controindicazioni
Il farmaco è controindicato nei soggetti con ipersensibilità nota al principio attivo, molecole chimicamente correlate oppure ad uno qualsiasi degli eccipienti utilizzati nella formulazione farmaceutica.
È inoltre controindicato in soggetti in stato di coma, in coloro che hanno assunto composti ad azione depressiva sul sistema nervoso (ad esempio alcool), negli epilettici e nei pazienti affetti da malattia di Parkinson.